# Bad Schmiedeberg
Pour les articles homonymes, voir Schmiedeberg.
Bad Schmiedeberg est une ville de Saxe-Anhalt en Allemagne.

## Personnalités liées à la ville
- Friedrich Wieck (1785-1873) musicien et professeur de musique né à Pretzsch.
- Jörg Damme (1959-), tireur sportif né à Pretzsch.